# Лень, Алексей Юрьевич
Алексей «Алекс» Лень (укр. Олексій Лень; род. 16 июня 1993 года в Антраците, Луганская область, Украина) — украинский профессиональный баскетболист, выступающий за клуб НБА «Лос-Анджелес Лейкерс».

## Ранняя жизнь и сборная Украины
Алексей родился и вырос в городе Антрацит Луганской области (Украина). В детстве занимался гимнастикой, потому что любил фильмы с Джеки Чаном. Лень начал играть в баскетбол в возрасте 10 лет в школьной секции — у учителя физической культуры Виталия Ткаченко. Осенью 2005 года его пригласили в ДЮБК «Мечта» (г. Антрацит), тренер А. В. Анохин, но Алексей после первой тренировки пропал до апреля 2006 года. В мае 2006 он поехал на свой первый серьезный турнир в составе Антрацитовской команды на чемпионат Луганской области среди юношей 1992 года рождения. Там его заметили тренера ЛОСДЮШОР № 1 (г. Луганск) и пригласили на летние сборы со своей командой. В октябре 2006 года Лень принял участие с командой из Антрацита в чемпионате Луганской области среди юношей 1993 года рождения, в городе Стаханов, а после чемпионата его пригласил в сборную Луганской области, тренер СДЮШОР 1 Лесной Владимир Васильевич. В ноябре 2006 он стал учащимся Луганского высшего училища физической культуры и тренировался в ОСДЮСШОР № 1 у тренера Кравченко Ирины Анатольевны. В составе Луганской области Алексей выступил на чемпионате Украины 2006 года среди юношей 1993 года рождения в г. Днепропетровск. После чемпионата Украины его пригласили в Днепропетровское высшее училище физической культуры.
В составе команды училища Алексей становился чемпионом Украины и неоднократно признавался лучшим игроком ВЮБЛ. Признавался MVP Европейской юношеской баскетбольной лиги.
В 2010 стал игроком баскетбольного клуба «Днепр». Становился чемпионом украинской Суперлиги среди дублирующих составов. В 2011 году дубль «Днепра» завоевал чемпионство, а Лень был признан лучшим центровым первенства.
Был игроком сборных команд Украины U-16 и U-18. Участвовал в чемпионате Европы и различных европейских турнирах. Алексей Лень был лидером сборной Украины на чемпионате Европы среди юношей до 18 лет в 2010 году.

## Мэрилендский университет

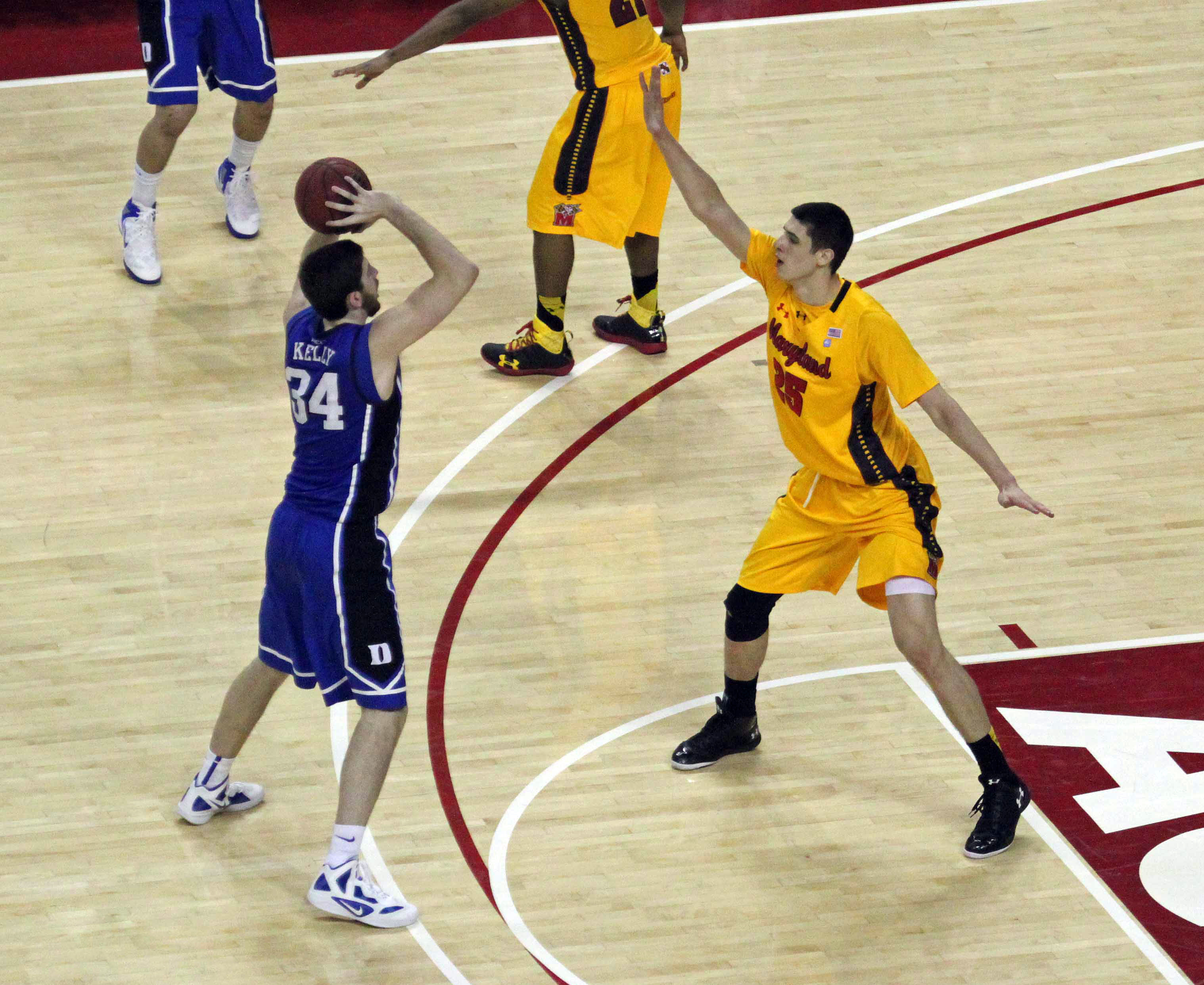
Лень защищается против игрока «Дьюк Блю Девилз» Райана Келли

В дебютном сезоне за Мэриленд Лень проводил на паркете в среднем чуть более 21 минуты за матч, и набирал 5,9 очка + 5,4 подбора + 2,1 блок-шота за игру.
В первой же игре своего второго сезона в «Террапинс», 9 ноября 2012 года он выступал против действующего национального чемпиона Кентуккийскийского университета, во главе с потенциальным первым номером драфта 2013 года Нерленсом Ноэлем. Игра проходила в недавно открытом Барклайс-центре в Бруклине, Нью-Йорк. Лень оказывал давление на Ноэля на протяжении всего матча, набрав в итоге 23 очка + 12 подборов + 4 блок-шота, против 4 очков, 9 подборов и 3 блоков у Нерленса, хотя Кентукки и выиграли ту игру со счетом 72:69. 16 января 2013 года в матче против Университета Северной Каролины Алексей набрал 6 подборов и 10 очков, в том числе и совершил победный бросок за 0,9 секунды до конца матча. 16 февраля 2013 года Лень опять сыграл важнейшую роль в победе над Дьюкским университетом — 83:81. В той игре он набрал 19 очков + 9 подборов + 3 блок-шота, весь матч сдерживая звезду Дьюка Мэйсона Пламли, ограничив его результативность до 4 очков. Свой второй сезон в Мэриленде Алексей закончил уже с куда более яркой статистикой: 11,9 очка 7,8 подбора 2,0 блок-шота за матч. Реализация бросков Алексея со средней и ближней дистанции составила 53,4 %.

## Профессиональная карьера
14 апреля 2013 года Алексей Лень объявил, что выставляет свою кандидатуру на драфт 27 июня 2013 года он был выбран под общим 5-м номером на драфте НБА 2013 года командой «Финикс Санз». Из-за операции на лодыжке Лень не участвовал в Летней лиге НБА. В команде Алексей выбрал себе номер 21, в честь своих любимых игроков Кевина Гарнетта и Тима Данкана. 29 августа он подписал контракт с клубом и принял участие в сентябрьских тренировках.
Лень дебютировал в НБА 1 ноября 2013 года в домашней игре против «Юты Джаз», в которой его команда одержала победу. В последующих семи играх Алексей не выходил на площадку и появился на паркете только 19 ноября в игре против «Сакраменто Кингз». Однако уже на следующий день он опять травмировал левое колено и пропустил последующие шесть недель, вернувшись на паркет только 7 января 2014 года в игре с «Чикаго Буллз». 19 января он установил свой рекорд результативности, набрав в игре против «Денвер Наггетс» 9 очков и сделав 6 подборов. А уже 29 января в победной для «Санз» игре против «Милуоки Бакс» Лень впервые в своей карьере сделал 10 подборов.
В июле 2014 года Лень в составе «Санз» принял участие в Летней лиге НБА. В первой игре против «Голден Стэйт Уорриорз» он успел набрать 6 очков и сделать 6 подборов прежде чем получил травму правого мизинца. 7 октября 2014 года, за день до первой предсезонной игры против бразильского «Фламенго» Лень вновь травмировал это палец. На площадку он вернулся спустя две недели, приняв участие в матче против «Лос-Анджелес Клипперс».
31 октября 2014 года Лень впервые в своей карьере сделал дабл-дабл, набрав в победной для своей команды игре против «Сан-Антонио Спёрс» 10 очков и сделав 11 подборов. 17 ноября в матче против «Бостон Селтикс» он установил для себя новый рекорд результативности — 19 очков. 15 декабря в матче против «Милуоки Бакс» Лень впервые в сезоне вышел в стартовом составе и оставался одним из основных игроков «Санз» до 5 февраля, когда в игре против «Портленд Трэйл Блэйзерс» получил травму лодыжки. Пропустив три игры Алексей вернулся на площадку 20 февраля и в матче против «Миннесоты Тимбервулвз» сумел набрать 11 очков, сделать 10 подборов и 6 блок-шотов (лучшее достижение в карьере).
По окончании сезона 2016/17 годов Лень стал ограниченно-свободным агентом. Однако, не найдя ни одного хорошего предложения от других клубов, он подписал одногодичный контракт стоимостью 4,2 млн долларов с «Санс»..
3 августа 2018 года Лень подписал двухлетний контракт на сумму 8,5 млн долларов с «Атлантой Хокс». 7 апреля 2019 года в матче против «Милуоки Бакс» Алексей набрал 33 очка, установив личный рекорд результативности. 6 февраля 2020 года Лень и Джабари Паркер были обменяны в «Сакраменто Кингз» на Дуэйна Дэдмона и два выбора второго раунда драфта.
29 ноября 2020 года Лень подписал однолетний контракт с «Торонто Рэпторс». 19 января 2021 года Лень был отчислен из «Торонто». 23 января подписал контракт с «Вашингтон Уизардс» до конца сезона.
13 августа 2021 года Лень подписал контракт с «Сакраменто Кингз». 7 января 2022 года в матче с «Денвер Наггетс» Лень набрал 18 очков, а также сделал 10 подборов и 2 перехвата.
18 ноября 2023 года стало известно, что Лень пропустит от 6 до 8 недель из-за повреждения связок голеностопа, полученного в матче против «Кливленд Кавальерс». 8 июля 2024 года Лень переподписал контракт с «Кингз».
6 февраля 2025 года Лень перешёл в «Вашингтон Уизардс» в результате трехстороннего обмена с участием «Мемфиса», но вскоре был отчислен. 11 февраля 2025 года Лень подписал контракт с «Лос-Анджелес Лейкерс».

## Личная жизнь
В декабре 2015 года Алексей и его мать Юлия создали благотворительный фонд «Len-d a Hand», который помогает молодёжи в Финиксе и других прилегающих районах. Лень также сильный пловец. 25 апреля 2016 года он помог спасти своего друга и спасателя, тонувших на пляже в Доминиканской Республике.

## Статистика

### Статистика в НБА
| Сезон                                                                                    | Команда    | Регулярный сезон | Регулярный сезон | Регулярный сезон | Регулярный сезон | Регулярный сезон | Регулярный сезон | Регулярный сезон | Регулярный сезон | Регулярный сезон | Регулярный сезон | Регулярный сезон | Серия плей-офф | Серия плей-офф | Серия плей-офф | Серия плей-офф | Серия плей-офф | Серия плей-офф | Серия плей-офф | Серия плей-офф | Серия плей-офф | Серия плей-офф | Серия плей-офф |
| Сезон                                                                                    | Команда    | GP               | GS               | MPG              | FG%              | 3P%              | FT%              | RPG              | APG              | SPG              | BPG              | PPG              | GP             | GS             | MPG            | FG%            | 3P%            | FT%            | RPG            | APG            | SPG            | BPG            | PPG            |
| ---------------------------------------------------------------------------------------- | ---------- | ---------------- | ---------------- | ---------------- | ---------------- | ---------------- | ---------------- | ---------------- | ---------------- | ---------------- | ---------------- | ---------------- | -------------- | -------------- | -------------- | -------------- | -------------- | -------------- | -------------- | -------------- | -------------- | -------------- | -------------- |
| 2013/14                                                                                  | Финикс     | 42               | 3                | 8,6              | 42,3             | -                | 64,5             | 2,4              | 0,1              | 0,1              | 0,4              | 2,0              | Не участвовал  | Не участвовал  | Не участвовал  | Не участвовал  | Не участвовал  | Не участвовал  | Не участвовал  | Не участвовал  | Не участвовал  | Не участвовал  | Не участвовал  |
| 2014/15                                                                                  | Финикс     | 69               | 44               | 22,0             | 50,7             | 33,3             | 70,2             | 6,6              | 0,5              | 0,5              | 1,5              | 6,3              | Не участвовал  | Не участвовал  | Не участвовал  | Не участвовал  | Не участвовал  | Не участвовал  | Не участвовал  | Не участвовал  | Не участвовал  | Не участвовал  | Не участвовал  |
| 2015/16                                                                                  | Финикс     | 78               | 46               | 23,3             | 42,3             | 14,3             | 72,8             | 7,6              | 1,2              | 0,5              | 0,8              | 9,0              | Не участвовал  | Не участвовал  | Не участвовал  | Не участвовал  | Не участвовал  | Не участвовал  | Не участвовал  | Не участвовал  | Не участвовал  | Не участвовал  | Не участвовал  |
| 2016/17                                                                                  | Финикс     | 77               | 34               | 20,3             | 49,7             | 25,0             | 72,1             | 6,6              | 0,6              | 0,5              | 1,3              | 8,0              | Не участвовал  | Не участвовал  | Не участвовал  | Не участвовал  | Не участвовал  | Не участвовал  | Не участвовал  | Не участвовал  | Не участвовал  | Не участвовал  | Не участвовал  |
| 2017/18                                                                                  | Финикс     | 69               | 13               | 20,2             | 56,6             | 33,3             | 68,4             | 7,5              | 1,2              | 0,4              | 0,9              | 8,5              | Не участвовал  | Не участвовал  | Не участвовал  | Не участвовал  | Не участвовал  | Не участвовал  | Не участвовал  | Не участвовал  | Не участвовал  | Не участвовал  | Не участвовал  |
| 2018/19                                                                                  | Атланта    | 77               | 31               | 20,1             | 49,4             | 36,3             | 64,8             | 5,5              | 1,1              | 0,4              | 0,9              | 11,1             | Не участвовал  | Не участвовал  | Не участвовал  | Не участвовал  | Не участвовал  | Не участвовал  | Не участвовал  | Не участвовал  | Не участвовал  | Не участвовал  | Не участвовал  |
| 2019/20                                                                                  | Атланта    | 40               | 9                | 18,6             | 54,6             | 25,0             | 63,0             | 5,8              | 1,1              | 0,5              | 0,8              | 8,7              | Не участвовал  | Не участвовал  | Не участвовал  | Не участвовал  | Не участвовал  | Не участвовал  | Не участвовал  | Не участвовал  | Не участвовал  | Не участвовал  | Не участвовал  |
| 2019/20                                                                                  | Сакраменто | 15               | 3                | 15,0             | 59,3             | 66,7             | 70,8             | 6,1              | 0,5              | 0,2              | 1,0              | 5,9              | Не участвовал  | Не участвовал  | Не участвовал  | Не участвовал  | Не участвовал  | Не участвовал  | Не участвовал  | Не участвовал  | Не участвовал  | Не участвовал  | Не участвовал  |
| 2020/21                                                                                  | Торонто    | 7                | 2                | 10,8             | 50,0             | 50,0             | 50,0             | 1,6              | 0,4              | 0,1              | 0,9              | 2,3              | Не участвовал  | Не участвовал  | Не участвовал  | Не участвовал  | Не участвовал  | Не участвовал  | Не участвовал  | Не участвовал  | Не участвовал  | Не участвовал  | Не участвовал  |
| 2020/21                                                                                  | Вашингтон  | 57               | 40               | 15,8             | 61,9             | 26,3             | 63,6             | 4,4              | 0,8              | 0,3              | 1,0              | 7,1              | 5              | 3              | 8,4            | 57,1           | -              | 57,1           | 2,2            | 0,4            | 0,2            | 0,0            | 4,0            |
| 2021/22                                                                                  | Сакраменто | 39               | 10               | 15,9             | 53,4             | 28,6             | 65,1             | 4,1              | 1,2              | 0,3              | 0,6              | 6,0              | Не участвовал  | Не участвовал  | Не участвовал  | Не участвовал  | Не участвовал  | Не участвовал  | Не участвовал  | Не участвовал  | Не участвовал  | Не участвовал  | Не участвовал  |
| 2022/23                                                                                  | Сакраменто | 26               | 2                | 6,2              | 53,3             | 0,0              | 68,8             | 2,3              | 0,5              | 0,2              | 0,4              | 1,7              | 7              | 0              | 7,8            | 77,8           | -              | 83,3           | 2,9            | 0,1            | 0,0            | 0,4            | 2,7            |
| 2023/24                                                                                  | Сакраменто | 48               | 0                | 9,3              | 61,7             | 0,0              | 58,8             | 2,7              | 1,0              | 0,2              | 0,7              | 2,5              | Не участвовал  | Не участвовал  | Не участвовал  | Не участвовал  | Не участвовал  | Не участвовал  | Не участвовал  | Не участвовал  | Не участвовал  | Не участвовал  | Не участвовал  |
|                                                                                          | Всего      | 644              | 237              | 17,7             | 51,0             | 32,4             | 68,1             | 5,5              | 0,9              | 0,4              | 0,9              | 7,0              | 12             | 3              | 8,0            | 65,2           | -              | 69,2           | 2,6            | 0,3            | 0,1            | 0,3            | 3,3            |
| Наведите курсор мыши на аббревиатуры в заголовке таблицы, чтобы прочесть их расшифровку. |            |                  |                  |                  |                  |                  |                  |                  |                  |                  |                  |                  |                |                |                |                |                |                |                |                |                |                |                |

### Статистика в NCAA
| Сезон | Команда  | Conf  | Class | GP | GS | MPG  | FG%  | 3P%  | FT%  | RPG | APG | SPG | BPG | PPG  |
| --- | -------- | ----- | ----- | -- | -- | ---- | ---- | ---- | ---- | --- | --- | --- | --- | ---- |
| 2011/12 | Мэриленд | ACC   | FR    | 22 | 11 | 21,2 | 55,3 | 0,0  | 58,7 | 5,4 | 0,6 | 0,2 | 2,1 | 6,0  |
| 2012/13 | Мэриленд | ACC   | SO    | 38 | 37 | 26,4 | 53,4 | 12,5 | 68,6 | 7,8 | 1,0 | 0,2 | 2,1 | 11,9 |
| Всего | Всего    | Всего | Всего | 60 | 48 | 24,5 | 53,8 | 11,1 | 66,3 | 7,0 | 0,8 | 0,2 | 2,1 | 9,7  |
| Наведите курсор мыши на аббревиатуры в заголовке таблицы, чтобы прочесть их расшифровку Статистика приведена с сайта sports-reference.com |          |       |       |    |    |      |      |      |      |     |     |     |     |      |